# 小行星1140
小行星1140（1140 Crimea）是一颗绕太阳运转的小行星，为主小行星带小行星。该小行星于1929年12月30日发现。
該小行星以克里米亞命名。

## 轨道参数
小行星1140的轨道半长轴为2.7719526 UA，离心率为0.111。